# Chatka pod Niemcową

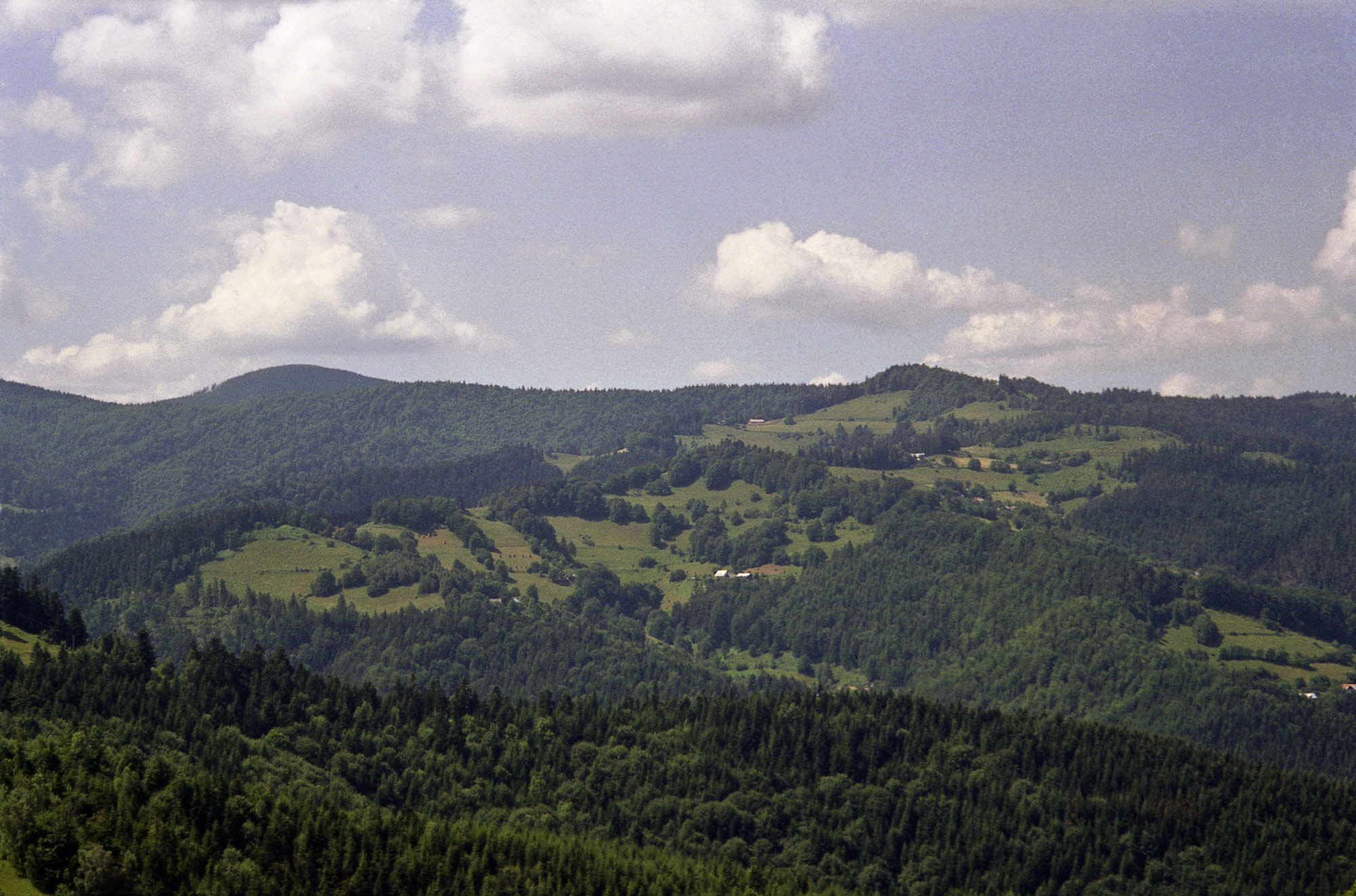
Widok na Trześniowy Groń z zielonego szlaku w okolicach Eliaszówki

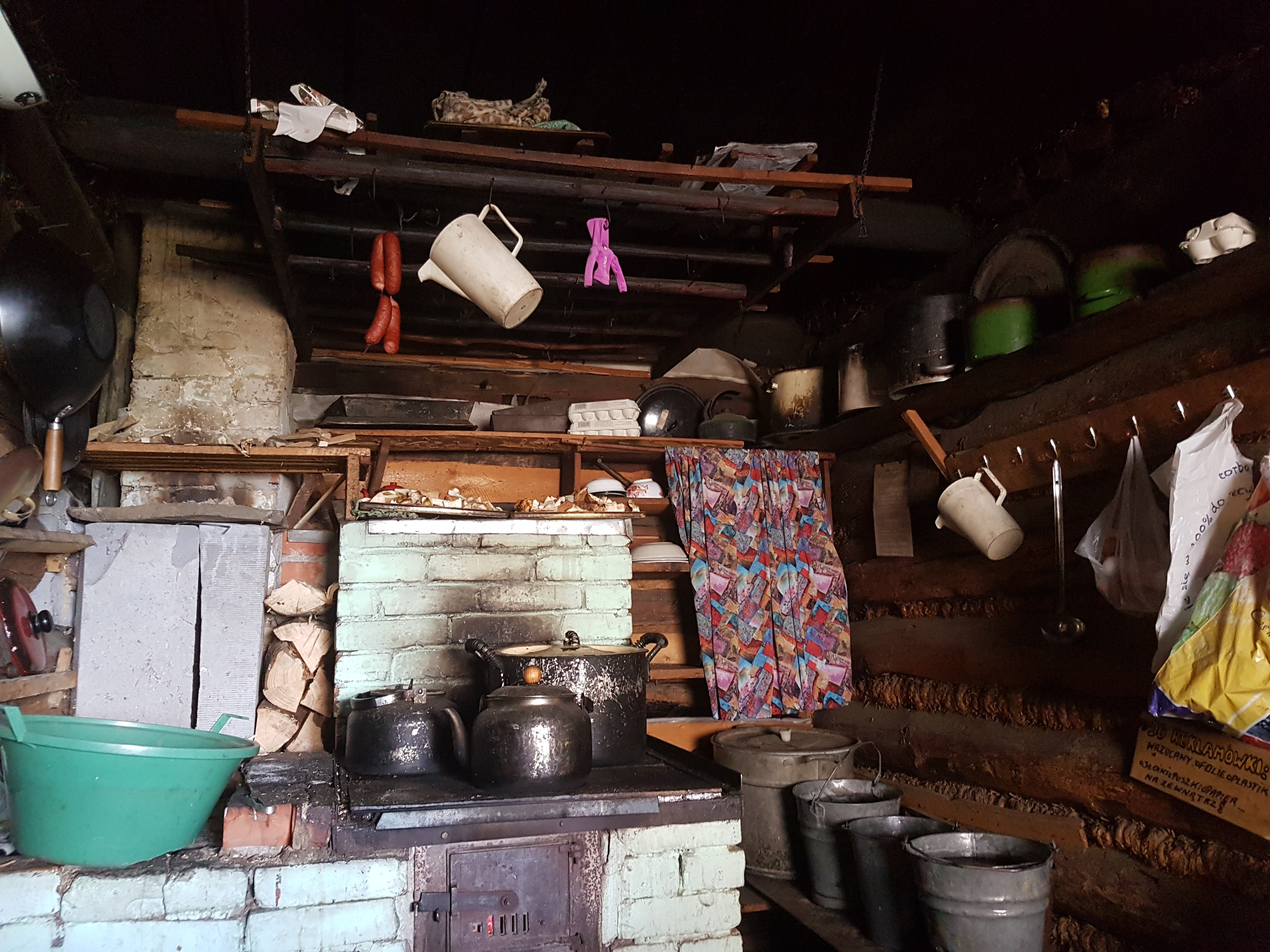
Kuchnia w chatce

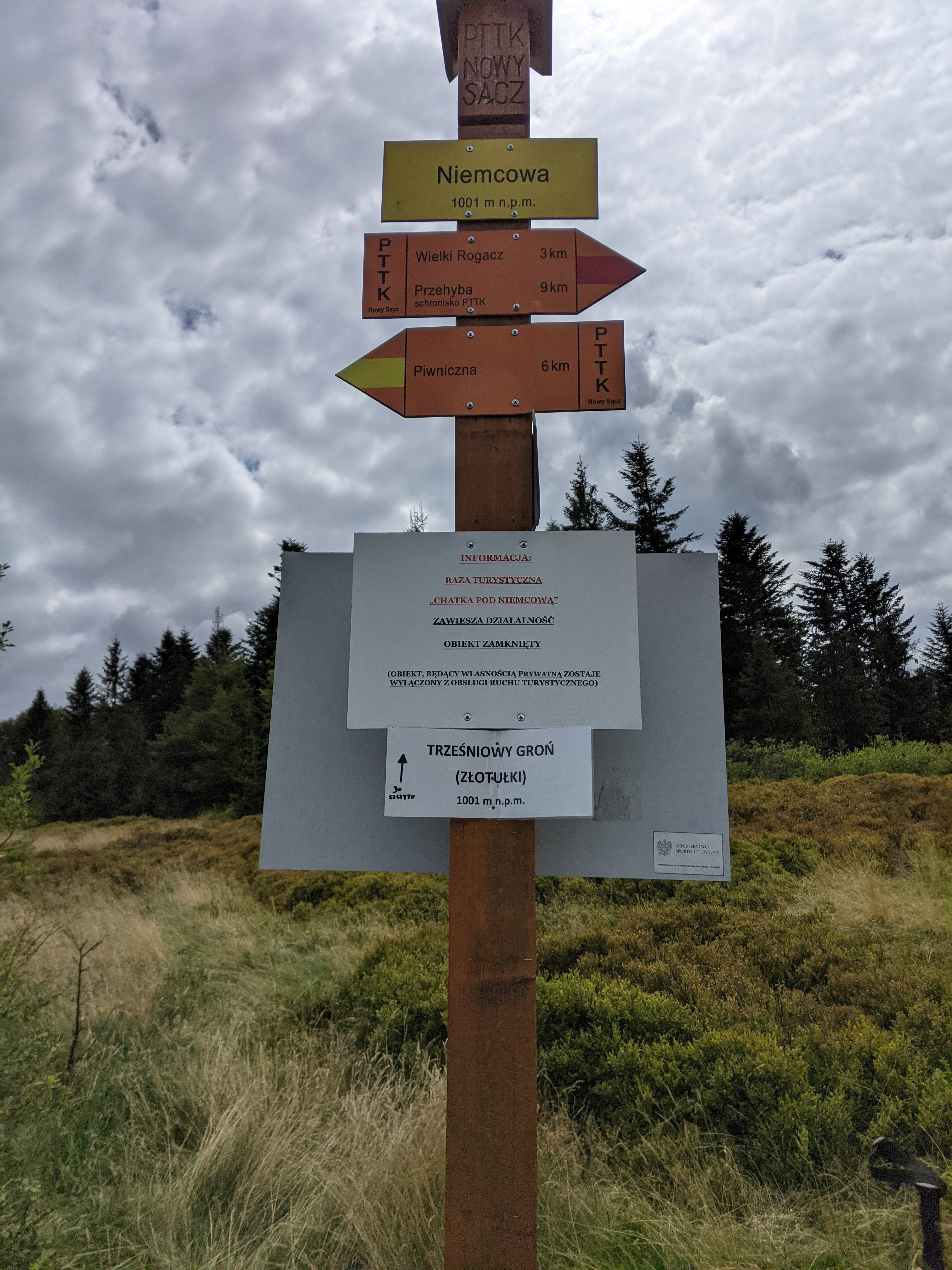
Tablica informująca o zamknięciu Chatki.

Chatka pod Niemcową – nieczynne sezonowe schronisko turystyczne w Beskidzie Sądeckim w Paśmie Radziejowej (działalność zawieszona). Nazwa jest tradycyjna, lecz myląca, gdyż schronisko to nie znajduje się pod właściwym szczytem Niemcowej (963 m), jak określane to jest na większości map, lecz pod szczytem Złotułki (zwanym też Trześniowym Groniem) o wysokości 1001 m, na polanie o nazwie również Trześniowy Groń. Administracyjnie należy do miejscowości Piwniczna-Zdrój, do przysiółka Trześniowy Groń, przez miejscowych określanego nazwą Tymoski.

## Opis schroniska
Składa się z dwóch budynków drewnianych krytych gontem. Działa w bazie tzw. chatek studenckich. Oznacza to, że jest tanie i nie oferuje komfortu. Brak prądu elektrycznego i bieżącej wody (należy ją przynieść ze źródełka). Schronisko dysponuje 50 miejscami noclegowymi w zbiorowych izbach, ale trzeba mieć własny śpiwór. W schronisku jest samoobsługowa kuchnia, ale żywność należy mieć własną. Czynne jest przez trzy miesiące wakacji, ferie studenckie oraz w weekendy. Przy schronisku można rozbijać własne namioty (na specjalnych platformach}. 

## Historia
Jest jedną z najstarszych chatek studenckich w Polsce. Zlokalizowane jest w stylowych, drewnianych budynkach pochodzących z połowy XX wieku. Były to budynki dawnego gospodarstwa rolnego. W 1974 zostało ono wykupione przez krakowski oddział Almaturu. W 1993 wykupili go B. i A. Rabendowie i obecnie jest własnością prywatną. Schronisko zachowało swój dawny klimat i dobre zwyczaje. W księdze wpisów możemy m.in. przeczytać:

Będę odchodził i na pewno wrócę

Do tej chatynki pełnej ziół i malin

Gdzie serdeczności zachłanny uczeń

Kochałem tych co mnie kochali
Z polany Trześniowy Groń przy schronisku roztaczają się rozległe widoki na dolinę Popradu, Pasmo Jaworzyny, Góry Lubowelskie, a przy dobrej widoczności także Tatry.
Od 1 maja 2020 Chatka pod Niemcową zawiesiła działalność na czas nieokreślony. Obecnie obiekt, będący własnością prywatną, nie udziela noclegów.

## Kontakt
Chatka Pod Niemcową

Baza Noclegowo–Turystyczna

Trześniowy Groń 5

33-350 Piwniczna – Kosarzyska

## Dojście do schroniska
- od żółtego szlaku z Piwnicznej na Niemcową. Od szlaku tego odłącza się ścieżka przez polanę Trześniowy Groń (ok. 3 min.)
- od rozdroża szlaku czerwonego, żółtego i zielonego pod Złotułkami na polanie Kramarka. Dojście drogą przez las (ok. 10 min.)